# Vuelo 1121 de Air Moorea
El 9 de agosto de 2007, el Vuelo 1121 de Air Moorea, un de Havilland Canada DHC-6 Twin Otter, se estrelló poco después de despegar del Aeropuerto de Moorea en la isla de Moorea en la Polinesia Francesa; el avión se dirigía al Aeropuerto Internacional de Faa'a, en Tahití.
Según el informe oficial del BEA, los 20 ocupantes, 19 pasajeros y un tripulante, murieron. 2 de los pasajeros eran funcionarios de la Unión Europea.
El informe reveló que el accidente fue causado por la falla de los cables de control tras la retracción de las aletas tras el despegue, lo que causa una mayor presión sobre los cables. La falla fue causada por el desgaste significativo de estos debido a la falta de mantenimiento e inspecciones para los cables de acero inoxidable (que están más sujetos al desgaste de sus homólogos de acero al carbono) y agravada por la turbulencia de un Boeing 777 mientras el avión estaba estacionado. Otras causas contributivas del accidente fueron tomadas en cuenta, incluida la falta de formación de pilotos para la pérdida de control del de Havilland Canada DHC-6 Twin Otter.

## Filmografía
Este accidente fue presentado en el programa de televisión canadiense Mayday: catástrofes aéreas del canal National Geographic.